# Panathenaenzug
 (juin 2023).
Si vous disposez d'ouvrages ou d'articles de référence ou si vous connaissez des sites web de qualité traitant du thème abordé ici, merci de compléter l'article en donnant les références utiles à sa vérifiabilité et en les liant à la section « Notes et références ».
Le Panathenaenzug op. 74, « études symphoniques dans la forme passacaille pour piano (main gauche) et orchestre » en si bémol majeur est une pièce pour piano et orchestre symphonique composée par Richard Strauss en 1927. L’œuvre, dont la partie soliste est écrite pour la main gauche, fut composée pour le pianiste autrichien manchot Paul Wittgenstein, à l’instar du célèbre Concerto pour la main gauche en ré majeur de Maurice Ravel. Moins connue que le Burlesque pour piano et orchestre en ré mineur, le Panathenaenzug est avec le Parergon zur Symphonia domestica l’une des trois pièces concertantes pour piano que Richard Strauss ait écrites. Le Parergon et le Panathenaenzug ont également en commun d’avoir été écrits pour Paul Wittgenstein, même si la seconde pièce eut moins de succès que la première.
Le Panathenanenzug correspond formellement à un concerto pour piano en un seul mouvement dont la durée d’exécution est de près de trente minutes, et adopte la structure ancienne de la passacaille, à travers une série de variations sur une basse obstinée.
Comme l’indique son titre, l’œuvre figure la fête religieuse grecque des panathénées en l’honneur de la déesse Athéna.

## Origine de la composition et réception
L’origine de la composition du Panathenaenzug est le reproche qu’adressa Paul Wittgenstein à Richard Strauss du manque de virtuosité du piano dans le Parergon zur Symphonia domestica. Le Panathenaenzug fut donc composé en réponse à cette demande, et le résultat se ressent d’une écriture pianistique plus virtuose et plus brillante, même si l’on a pu déplorer lors de la création le manque d’équilibre sonore entre le piano et l’orchestre, accentué par la forme de passacaille. L'œuvre ne suscita guère d'enthousiasme en 1927, et demeure rarement jouée en comparaison d'autres pièces orchestrales de Strauss. L'un des préjugés les plus tenaces sur l'œuvre demeure sa prétendue virtuosité gratuite, le Panathenaenzug étant souvent considéré en partie comme un faire-valoir pour la technique de Paul Wittgenstein. Néanmoins ce jugement un peu léger a été revu depuis.

## Difficulté de la pièce
Si la difficulté pianistique de la pièce est globalement moindre que celle du redoutable Concerto pour la main gauche de Ravel, certains passages nécessitent une virtuosité technique particulièrement développée, qui contribue sans doute au fait que l’œuvre soit rarement jouée ou même enregistrée. Il faut ajouter à ce constat technique que l’extraordinaire puissance de l’orchestration straussienne pose le problème pour le pianiste de porter le son de son instrument par-dessus l’orchestre avec sa seule main gauche. Le problème apparaît plus nettement que dans le cas de Ravel, puisque les exigences de virtuosité de Wittgenstein ont conduit Strauss à moins tenir compte de la contrainte considérable que représente l’écriture pianistique pour la seule main gauche.

## Analyse sommaire
Le Panathenaenzug est dans l’ensemble assez représentatif du romantisme tardif de Richard Strauss, aussi bien dans l’utilisation des cordes que dans celle, très caractéristique, des cuivres. Le piano, tout comme dans le Burlesque en ré mineur, a des teintes relativement brahmsiennes. L’ensemble est ponctué d’accents wagnériens assez reconnaissables, notamment dans le détachement thématique des cuivres qui se déploient ponctuellement au-delà de la basse continue propre à la passacaille pour formuler des cellules motiviques qui ne sont pas sans évoquer certains leitmotivs héroïques de Wagner. Strauss a recours au glockenspiel et au célesta pour enrichir la sonorité de l’orchestre.

## Discographie
Les enregistrements du Panathenaenzug ne sont pas légion, mais on peut relever parmi la mince discographie de l’œuvre la belle interprétation qu’en ont donné Rudolf Kempe (direction) et Peter Rösel (piano) avec l’orchestre de la Staatskapelle de Dresde.